# Musées d'Art de Harvard
Les musées d'Art de Harvard (en anglais : Harvard Art Museums) font partie de l'université Harvard et comprennent trois musées : le musée Fogg (fondé en 1895), le musée Busch-Reisinger (fondé en 1903), et du musée Arthur M. Sackler (fondé en 1985) et quatre centres de recherche: celui sur l'exploration archéologique de Sardes (fondé en 1958), le Centre pour l'étude technique d'art moderne (fondée en 2002), les archives des musées d'Art de Harvard, et le Centre Straus pour la conservation et des études techniques (fondé en 1928). Les trois musées ont été initialement intégrés dans une seule institution sous le nom de « musées d'Art de l'université Harvard » en 1983. Le mot « université » a été retiré du nom de l'institution en 2008.
Les collections comprennent environ 250 000 objets concernant les époques allant de l'Antiquité à nos jours et originaires d'Europe, d'Amérique du Nord, d'Afrique du Nord, du Moyen-Orient, d'Asie du Sud, d'Asie de l'Est et d'Asie du Sud-Est.

## Rénovation et agrandissement

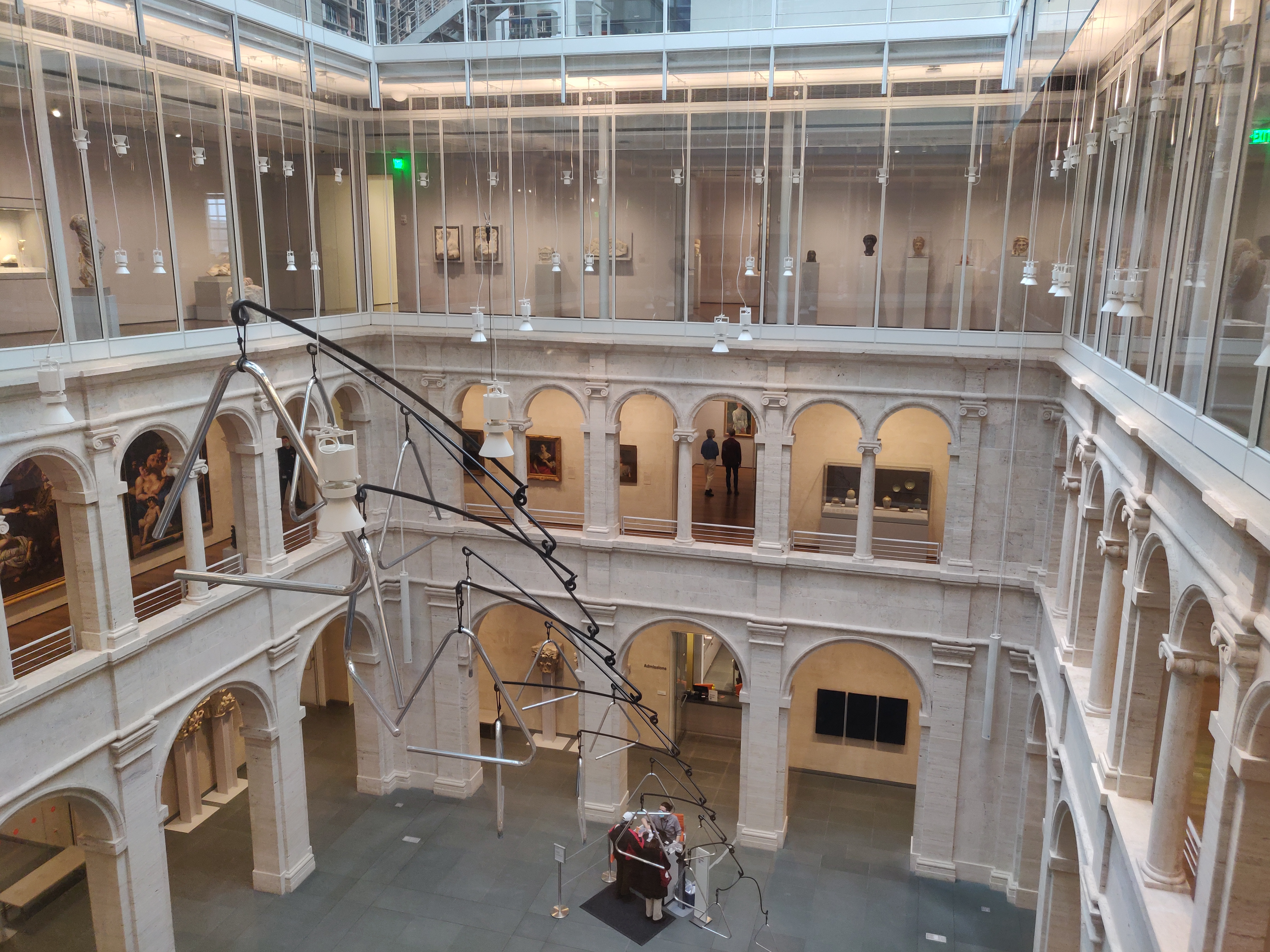
Atrium du bâtiment au 32 Quincy Street

En 2008, le bâtiment historique situé au 32, rue Quincy, à Cambridge, ferma pour un important projet de rénovation et d'agrandissement. Pendant les phases de début de ce projet, le Musée Arthur M. Sackler situé au 485 Broadway, Cambridge, afficha une sélection d'œuvres des collections des musées Fogg, Busch-Reisinger et Sackler du 13 septembre 2008 au 1er juin 2013. Une fois rénové, le bâtiment du 32, rue Quincy réunit les trois musées précédents en un seul édifice conçu par l'architecte Renzo Piano, qui augmenta l'espace des galeries d'exposition de 40 % et ajouta un toit pyramidal en verre. La rénovation ajouta six niveaux de galeries, salles de classe, salles de conférence, et de nouvelles salles d'études donnant accès aux 250 000 pièces de la collection du musées. Le nouveau bâtiment ouvrit ses portes en novembre 2014.

## Administrateurs
- Charles Herbert Moore : 1896-1909
- Edward W. Forbes : 1909-1944
- John Coolidge : 1948-1968
- Agnes Mongan : 1968-1971
- Daniel Robbins : 1972-1974
- Seymour Slive : 1975-1984
- Edgar Peters Bowron : 1985-1990
- James Cuno : 1991-2002
- Thomas W. Lentz : 2003-2015
- Martha Tedeschi : 2016-